# Belgische kampioenschappen atletiek 2014
In 2014 werden de Belgische kampioenschappen atletiek Alle Categorieën op zaterdag 26 en zondag 27 juli gehouden in het Koning Boudewijnstadion te Brussel.
Tijdens deze kampioenschappen verbeterde Jolien Boumkwo haar in mei 2014 gevestigde nationale record bij het hamerslingeren van 66,67 tot 66,92 m. Op de 100 m horden maakten Eline Berings en Anne Zagré indruk door na felle strijd 12,87 en 12,91 s te laten afdrukken. Michaël Bultheel en Mathias Broothaerts voegden zich bij de ploeg voor de EK in Zürich door respectievelijk de 400 m horden te winnen in 49,13 s en het verspringen met 8,07 m.
De 10.000 m voor mannen en vrouwen en de 3000 m steeple voor vrouwen vond op 3 mei plaats in Naimette-Xhovémont.

## Uitslagen

### 100 m
| rang   | atleet             | prestatie (-0,3 m/s) |
| ------ | ------------------ | -------------------- |
| Goud   | Chamberry Muaka    | 10,68 s              |
| Zilver | Damien Broothaerts | 10,72 s              |
| Brons  | Frederik Claes     | 10,84 s              |

| rang   | atlete         | prestatie (+1,4 m/s) |
| ------ | -------------- | -------------------- |
| Goud   | Olivia Borlée  | 11,54 s              |
| Zilver | Sarah Rutjens  | 11,75 s              |
| Brons  | Elke Vereecken | 11,86 s              |

### 200 m
| rang   | atleet          | prestatie (+1,3 m/s) |
| ------ | --------------- | -------------------- |
| Goud   | Arnout Matthijs | 21,23 s              |
| Zilver | Chamberry Muaka | 21,35 s              |
| Brons  | Frederik Claes  | 21,37 s              |

| rang   | atlete           | prestatie (+0,8 m/s) |
| ------ | ---------------- | -------------------- |
| Goud   | Olivia Borlée    | 23,50 s              |
| Zilver | Justine Desondre | 24,11 s              |
| Brons  | Manon Depuydt    | 24,19 s              |

### 400 m
| rang   | atleet          | prestatie |
| ------ | --------------- | --------- |
| Goud   | Kevin Borlée    | 45,28 s   |
| Zilver | Jonathan Borlée | 45,61 s   |
| Brons  | Julien Watrin   | 45,68 s   |

| rang   | atlete           | prestatie |
| ------ | ---------------- | --------- |
| Goud   | Kimberley Efonye | 53,57 s   |
| Zilver | Justien Grillet  | 53,76 s   |
| Brons  | Laetitia Libert  | 53,79 s   |

### 800 m
| rang   | atleet            | prestatie |
| ------ | ----------------- | --------- |
| Goud   | Ismael Debjani    | 1.49,51   |
| Zilver | Pieter-Jan Hannes | 1.49,78   |
| Brons  | Stijn Baeten      | 1.49,78   |

| rang   | atlete           | prestatie |
| ------ | ---------------- | --------- |
| Goud   | Marlies Schils   | 2.13,82   |
| Zilver | Lotte Scheldeman | 2.14,00   |
| Brons  | Sofie Lauwers    | 2.14,07   |

### 1500 m
| rang   | atleet         | prestatie |
| ------ | -------------- | --------- |
| Goud   | Isaac Kimeli   | 3.52,34   |
| Zilver | Tarik Moukrime | 3.52,62   |
| Brons  | Kim Ruell      | 3.53,31   |

| rang   | atlete             | prestatie |
| ------ | ------------------ | --------- |
| Goud   | Sofie Van Accom    | 4.27,29   |
| Zilver | Julie Van De Velde | 4.31,22   |
| Brons  | Imana Truyers      | 4.32,44   |

### 5000 m
| rang   | atleet               | prestatie |
| ------ | -------------------- | --------- |
| Goud   | Abdelhadi El Hachimi | 14.05,36  |
| Zilver | Emmanuel Lejeune     | 14.17,02  |
| Brons  | Antoine Duvivier     | 14.19,34  |

| rang   | atlete            | prestatie |
| ------ | ----------------- | --------- |
| Goud   | Veerle Van linden | 16.54,17  |
| Zilver | Charlotte Dewilde | 17.20,18  |
| Brons  | Karen Van Proeyen | 17.22,86  |

### 10.000 m[1]
| rang   | atleet               | prestatie |
| ------ | -------------------- | --------- |
| Goud   | Abdelhadi El Hachimi | 28.57,89  |
| Zilver | Nick Van Peborgh     | 29.18,54  |
| Brons  | Stijn De Vulder      | 29.20,91  |

| rang   | atlete            | prestatie |
| ------ | ----------------- | --------- |
| Goud   | Karen Van Proeyen | 36.57,52  |
| Zilver | Manuela Soccol    | 37.03,35  |
| Brons  | Anna Galle        | 37.15,45  |

### 110 m horden/100 m horden
| rang   | atleet             | prestatie (-0,4 m/s) |
| ------ | ------------------ | -------------------- |
| Goud   | Damien Broothaerts | 13,85 s              |
| Zilver | Denis Hanjoul      | 13,95 s              |
| Brons  | Quentin Ruffacq    | 14,03 s              |

| rang   | atlete              | prestatie (+0,1 m/s) |
| ------ | ------------------- | -------------------- |
| Goud   | Eline Berings       | 12,87 s              |
| Zilver | Anne Zagré          | 12,91 s              |
| Brons  | Marjolein Lindemans | 13,67 s              |

### 400 m horden
| rang   | atleet           | prestatie |
| ------ | ---------------- | --------- |
| Goud   | Michaël Bultheel | 49,13 s   |
| Zilver | Stef Vanhaeren   | 49,83 s   |
| Brons  | Tim Rummens      | 50,70 s   |

| rang   | atlete           | prestatie |
| ------ | ---------------- | --------- |
| Goud   | Axelle Dauwens   | 55,81 s   |
| Zilver | Eva Duinslaeger  | 58,92 s   |
| Brons  | Louise Van Eecke | 60,63 s   |

### 3000 m steeple[2]
| rang   | atleet             | prestatie |
| ------ | ------------------ | --------- |
| Goud   | Krijn Van Koolwijk | 8.57,08   |
| Zilver | Francois Dupont    | 9.04,78   |
| Brons  | Valere Hustin      | 9.16,12   |

| rang   | atlete            | prestatie |
| ------ | ----------------- | --------- |
| Goud   | Sofie Gallein     | 10.37,74  |
| Zilver | Agnes Laurent     | 10.45,45  |
| Brons  | Charlotte Sijmens | 10.48,44  |

### Verspringen
| rang   | atleet              | prestatie         |
| ------ | ------------------- | ----------------- |
| Goud   | Mathias Broothaerts | 8,07 m (+1,1 m/s) |
| Zilver | Cedric Nolf         | 7,81 m (+1,3 m/s) |
| Brons  | Nicolas Stempnick   | 7,38 m (-0,3 m/s) |

| rang   | atlete              | prestatie         |
| ------ | ------------------- | ----------------- |
| Goud   | Els De Wael         | 6,14 m (+1,5 m/s) |
| Zilver | Marjolein Lindemans | 6,13 m (-0,1 m/s) |
| Brons  | Camille Laus        | 6,04 m (+0,7 m/s) |

### Hink-stap-springen
| rang   | atleet         | prestatie          |
| ------ | -------------- | ------------------ |
| Goud   | Solomon Commey | 15,21 m (0,0 m/s)  |
| Zilver | Romain Lambert | 14,80 m (-1,0 m/s) |
| Brons  | Leopold Kapata | 14,75 m (-0,3 m/s) |

| rang   | atlete           | prestatie          |
| ------ | ---------------- | ------------------ |
| Goud   | Sietske Lenchant | 12,75 m (+0,2 m/s) |
| Zilver | Stefie Mievis    | 12,39 m (-0,1 m/s) |
| Brons  | Celine Hofman    | 12,08 m (+0,3 m/s) |

### Hoogspringen
| rang   | atleet         | prestatie |
| ------ | -------------- | --------- |
| Goud   | Bram Ghuys     | 2,15 m    |
| Zilver | Ruben Devrieze | 2,07 m    |
| Brons  | Emile Verdonck | 2,07 m    |

| rang   | atlete            | prestatie |
| ------ | ----------------- | --------- |
| Goud   | Claire Orcel      | 1,82 m    |
| Zilver | Hanne Van Hessche | 1,80 m    |
| Brons  | Alice Mercenier   | 1,71 m    |

### Polsstokhoogspringen
| rang   | atleet                  | prestatie |
| ------ | ----------------------- | --------- |
| Goud   | Arnaud Art              | 5,35 m    |
| Zilver | Thomas Van Der Plaetsen | 5,35 m    |
| Brons  | Laurent Venhees         | 4,90 m    |

| rang   | atlete            | prestatie |
| ------ | ----------------- | --------- |
| Goud   | Chloé Henry       | 4,20 m    |
| Zilver | Elien De Vocht    | 3,85 m    |
| Brons  | Anouk Vercauteren | 3,60 m    |

### Kogelstoten
| rang   | atleet            | prestatie |
| ------ | ----------------- | --------- |
| Goud   | Jurgen Verbrugghe | 17,52 m   |
| Zilver | Philip Milanov    | 16,50 m   |
| Brons  | Hans Van Alphen   | 15,87 m   |

| rang   | atlete             | prestatie |
| ------ | ------------------ | --------- |
| Goud   | Jolien Boumkwo     | 16,05 m   |
| Zilver | Annelies Peetroons | 15,47 m   |
| Brons  | Yoika De Pauw      | 14,40 m   |

### Discuswerpen
| rang   | atleet         | prestatie |
| ------ | -------------- | --------- |
| Goud   | Philip Milanov | 60,57 m   |
| Zilver | Edwin Nys      | 53,63 m   |
| Brons  | Sem Bras       | 50,97 m   |

| rang   | atlete             | prestatie |
| ------ | ------------------ | --------- |
| Goud   | Annelies Peetroons | 54,12 m   |
| Zilver | Anouska Hellebuyck | 50,69 m   |
| Brons  | Elke Gys           | 44,98 m   |

### Speerwerpen
| rang   | atleet         | prestatie |
| ------ | -------------- | --------- |
| Goud   | Timothy Herman | 75,00 m   |
| Zilver | Thomas Smet    | 69,35 m   |
| Brons  | Tom Goyvaerts  | 65,76 m   |

| rang   | atlete              | prestatie |
| ------ | ------------------- | --------- |
| Goud   | Melissa Dupré       | 54,13 m   |
| Zilver | Kato Van Den Brulle | 51,13 m   |
| Brons  | Kisten Umans        | 42,25 m   |

### Hamerslingeren[3]
| rang   | atleet             | prestatie |
| ------ | ------------------ | --------- |
| Goud   | Tim De Coster      | 60,75 m   |
| Zilver | Remi Malengreaux   | 58,61 m   |
| Brons  | Walter De Wyngaert | 57,67 m   |

| rang   | atlete            | prestatie |
| ------ | ----------------- | --------- |
| Goud   | Jolien Boumkwo    | 66,92 m   |
| Zilver | Patricia Blondeel | 52,82 m   |
| Brons  | Pauline Ramay     | 49,30 m   |

1889 · 
1890 · 
1891 · 
1892 · 
1893 · 
1894 · 
1895 · 
1896 · 
1897 · 
1898 · 
1899 · 
1900 · 
1901 · 
1902 · 
1903 · 
1904 · 
1905 · 
1906 ·
1907 ·
1908 · 
1909 · 
1910 · 
1911 · 
1912 · 
1913 · 
1914 · 
1919 · 
1920 · 
1921 · 
1922 · 
1923 · 
1924 · 
1925 · 
1926 · 
1927 · 
1928 · 
1929 · 
1930 · 
1931 · 
1932 · 
1933 · 
1934 · 
1935 · 
1936 · 
1937 · 
1938 · 
1939 · 
1940 · 
1941 · 
1942 · 
1943 · 
1944 · 
1945 · 
1946 · 
1947 · 
1948 · 
1949 · 
1950 · 
1951 · 
1952 · 
1953 · 
1954 · 
1955 · 
1956 · 
1957 · 
1958 · 
1959 · 
1960 · 
1961 · 
1962 · 
1963 · 
1964 · 
1965 · 
1966 · 
1967 · 
1968 · 
1969 · 
1970 · 
1971 · 
1972 · 
1973 · 
1974 · 
1975 · 
1976 · 
1977 · 
1978 · 
1979 · 
1980 · 
1981 · 
1982 · 
1983 · 
1984 · 
1985 · 
1986 · 
1987 · 
1988 · 
1989 · 
1990 · 
1991 · 
1992 · 
1993 · 
1994 ·
1995 · 
1996 · 
1997 · 
1998 · 
1999 · 
2000 · 
2001 · 
2002 · 
2003 · 
2004 · 
2005 · 
2006 · 
2007 · 
2008 · 
2009 · 
2010 · 
2011 · 
2012 · 
2013 · 
2014 · 
2015 · 
2016 · 
2017 · 
2018 · 
2019 · 
2020 · 
2021 · 
2022 · 
2023 · 
2024